# Жапаков, Науруз
Науруз Жапаков (16 мая 1914 — 13 марта 1975) — советский, каракалпакский и узбекистанский государственный и партийный деятель, председатель Президиума Верховного Совета Кара-Калпакской АССР (1955—1956), поэт.

## Биография

### Государственная деятельность
Член ВКП(б) с 1942 г. В 1955 г. окончил Высшую партийную школу при ЦК ВКП(б) — КПСС.
- 1943—1946 гг. — секретарь Кара-Калпакского областного комитета КП(б) Узбекистана по пропаганде и агитации,
- 1946—1952 гг. — председатель Совета Министров Кара-Калпакской АССР,
- 1955—1956 гг. — председатель Президиума Верховного Совета Кара-Калпакской АССР,
- 1956—1959 гг. — председатель Совета Министров Кара-Калпакской АССР.

Депутат Верховного Совета СССР 3 и 5 созывов.

### Творческая деятельность
Автор семи сборников стихов, изданных на каракалпакском, узбекском и русском языках. Первый поэтический сборник «Солнце» вышел в 1940 г. Основные стихи представлены в сборниках «Великому русскому народу» (Нукус, 1954) и «На берегах Аму» (Ленинград, 1960). В соавторстве с кинодраматургом М. Мелкумовым им написан сценарий художественного фильма «Рыбаки Арала».
Также занимался литературоведением. За исследование на тему «Жизненный путь и творчество Аяпбергена Мусаева» ему присвоена ученая степень кандидата филологических наук.

## Награды и звания
Награждён двумя орденами Ленина (11.01.1957, ...), орденом Красной Звезды, двумя орденами «Знак Почета».
Заслуженный деятель науки Узбекской ССР (1974).